# リション・レツィヨン
リション・レツィヨン（ヘブライ語: רִאשׁוֹן לְצִיּוֹן;  発音、アラビア語: ريشون لتسيون, Rishon LeZion）は、イスラエル中央地区にある都市である。

## 概要
エルサレム、テルアビブ、ハイファに次ぐ「イスラエルの四大都市」のひとつである。
名称はイザヤ書の「見よ、シオンに初めから告げられていたことはここに実現した。エルサレムに良い知らせを伝える者を遣わそうとして」（41:27）より、シオンに告げられたことが実現した場所（リション・レツィヨン）に由来する。

## 気候
| リション・レツィヨンの気候 | リション・レツィヨンの気候 | リション・レツィヨンの気候 | リション・レツィヨンの気候 | リション・レツィヨンの気候 | リション・レツィヨンの気候 | リション・レツィヨンの気候 | リション・レツィヨンの気候 | リション・レツィヨンの気候 | リション・レツィヨンの気候 | リション・レツィヨンの気候 | リション・レツィヨンの気候 | リション・レツィヨンの気候 | リション・レツィヨンの気候 |
| 月                         | 1月                        | 2月                        | 3月                        | 4月                        | 5月                        | 6月                        | 7月                        | 8月                        | 9月                        | 10月                       | 11月                       | 12月                       | 年                         |
| -------------------------- | -------------------------- | -------------------------- | -------------------------- | -------------------------- | -------------------------- | -------------------------- | -------------------------- | -------------------------- | -------------------------- | -------------------------- | -------------------------- | -------------------------- | -------------------------- |
| 平均最高気温 °C （°F）     | 17.8 (64.0)                | 18.8 (65.8)                | 21.0 (69.8)                | 24.6 (76.3)                | 26.9 (80.4)                | 29.2 (84.6)                | 30.6 (87.1)                | 31.1 (88.0)                | 30.1 (86.2)                | 27.9 (82.2)                | 24.1 (75.4)                | 19.5 (67.1)                | 25.13 (77.24)              |
| 平均最低気温 °C （°F）     | 6.7 (44.1)                 | 6.9 (44.4)                 | 8.5 (47.3)                 | 11.0 (51.8)                | 13.7 (56.7)                | 17.1 (62.8)                | 19.6 (67.3)                | 20.0 (68.0)                | 18.3 (64.9)                | 15.0 (59.0)                | 11.1 (52.0)                | 8.2 (46.8)                 | 13.01 (55.43)              |
| 降水量 mm （inch）         | 139.7 (5.5)                | 88.9 (3.5)                 | 61 (2.4)                   | 20.3 (0.8)                 | 2.5 (0.1)                  | 0 (0)                      | 0 (0)                      | 0 (0)                      | 0 (0)                      | 27.9 (1.1)                 | 73.7 (2.9)                 | 144.8 (5.7)                | 558.8 (22)                 |
| 出典：YR.NO                |                            |                            |                            |                            |                            |                            |                            |                            |                            |                            |                            |                            |                            |

## 産業
今日の主要産業は、ワイン、建築、サービス、商業である。
市の工業地帯は、古くからある北部工業地帯と新しくできた西部工業地帯と大きく2つに分かれている。

## 交通
- クファ・サバ＝リション・レツィヨン線（イスラエル鉄道）
  - リション・レツィヨン・ハリショニム駅（ターミナル駅）

## 観光
市は毎年恒例となるワイン祭りを開催。円形劇場には海外から有名なアーティストを招いている。
市内には市営動物園、遊園地、ビーチ遊歩道が存在している。

## 教育
リション・レツィヨン経営大学では約1万人の学生が学んでいる。

## 出身者
- ラミ・ゲルション - サッカー選手
- エラン・ザハヴィ - サッカー選手
- タル・ベン・ハイム - サッカー選手
- ヤコブ・アガム - 芸術家
- ニツァン・ホロヴィッツ - ジャーナリスト
- ラム・バーグマン - 映画プロデューサー

## 友好都市
| - ブラショフ, ルーマニア - デブレツェン, ハンガリー - ゴンダール, エチオピア - ハルキウ, ウクライナ | - キリヤット・シュモナ, イスラエル - ヘーレンフェーン, オランダ - ルブリン, ポーランド - リヴィウ, ウクライナ | - エセックス郡, アメリカ合衆国 - ミュンスター, ドイツ - ニーム, フランス (1986) - プリンスジョージズ郡, アメリカ合衆国 | - プレショフ, スロバキア (2008) - サンクトペテルブルク, ロシア - テーラモ, イタリア - 天津, 中華人民共和国 |